# Digital Realty
Digital Realty es una empresa estadounidense con sede en Austin especializada en la gestión de centros de datos.

## Historia
En junio de 2015, Digital Realty está en conversaciones para adquirir Telx Group, otro especialista estadounidense en centros de datos, por unos 2.000 millones de dólares.
En junio de 2017, Digital Realty anuncia la adquisición de DuPont Fabros Technology, que opera 12 centros de datos, por 7.600 millones de dólares.